# Eqrem Çabej
Eqrem Çabej, gyakran Eqerem Çabej (Eszkisehir, 1908. augusztus 6. – Róma, 1980. augusztus 13.) albán nyelvész, nyelvtörténész, lexikográfus, folklorista, az Albán Tudományos Akadémia alapító tagja. A 20. századi albán nyelvészet egyik legjelesebb, nemzetközileg is elismert alakja volt, főként az albán nyelv történetével és szókincsének etimológiájával foglalkozott.

## Életútja
Az anatóliai Eszkisehirben született. Alapiskoláit 1921-ben fejezte be Gjirokastrában. Tizenöt éves korától Ausztriában tanult tovább, 1923-tól 1926-ig Klagenfurtban, majd 1927-ben Grazban. 1930-tól a Bécsi Egyetemen hallgatott összehasonlító indoeurópai nyelvészetet, doktorátusát 1933-ban szerezte meg.
Albániába való hazatérését követően 1934-ben Shkodrában, 1935-ben Elbasanban helyezkedett el középiskolai tanárként, de Tiranában és Gjirokastrában is tanított. Oktatói pályájával párhuzamosan nyelvészeti kutatásokkal foglalkozott, és az 1930-as évek végére hazája egyik legelismertebb nyelvésze lett. 1939-től Tiranában élt és tanított. 1942 szeptemberében politikai okokból elutasította a felkérést, hogy csatlakozzon az akkor alapított Albanológiai Intézethez. Egyes források szerint hazája német megszállása idején, 1943. november 5-étől 1944. február 7-éig Rexhep Mitrovica kormányában vezette az oktatásügyi tárcát, de az albán kormánytagok archontológiája szerint ebben az időszakban valójában Rrok Kolaj volt az oktatási miniszter. Ezt követően Olaszországban tartózkodott 1944 júliusáig.
Noha miniszteri pozíciót vállalt a kollaboráns Mitrovica-kormányban, a kommunista hatalomátvételt követően mégsem érte retorzió. Ez talán annak volt köszönhető, hogy elkötelezett híve volt az albán nép illír eredetét támogató elméleteknek, ami Enver Hoxha pártfőtitkár tudománypolitikájának is fő sodorvonala volt. Çabej 1947-ben az előző évben létrehozott Tudományos Intézet munkatársa lett, ahol 1952-től 1957-ig az albán történelem és a történeti fonológia professzoraként tevékenykedett. 1972-ben az Albán Tudományos Akadémia alapító tagja volt.

## Munkássága
Dacára annak, hogy Albánia a tudományos életben is elszigetelte magát a külvilágtól, Çabej a 20. század második felének legnevesebb, külföldön is elismert albán nyelvésze volt. Bécsi egyetemi évei során Paul Kretschmer, Carl Patsch és Nyikolaj Trubeckoj jóvoltából rendkívül erős nyelvészeti képzést kapott, Norbert Jokl pedig saját anyanyelvének történeti változásaiba vezette be a fiatal Çabejt. Bécsi disszertációját Italoalbanischen Studien (’Olaszországi albán nyelvi tanulmányok’) címen 1933. október 7-én védte meg.
Az 1930-as évek közepétől pályája során kétszáznál több nyelvészeti és nyelvtörténeti tanulmányt publikált, de irodalomtörténeti, folklorisztikai és néprajzi témákkal is foglalkozott. Nyelvtörténeti stúdiumain belül elsősorban az albán nyelv szókészletének alakulásával, etimológiájával foglalkozott, de tudományos érdeklődése fonetikai és alaktani kérdésekre is kiterjedt. Összehasonlító nyelvtudományi alapon vizsgálta az albán nyelv helyét az indoeurópai nyelvek között. Tudományos munkáiban az illír–albán kontinuitáselmélet szószólója volt, és ehhez nyelvészeti adalékokkal is szolgált. Egyebek mellett azzal érvelt, hogy az albán nyelv történeti fonetikai változásaival levezethető több ókori és recens albán helynév közvetlen etimológiai kapcsolata (pl. Scodra → Shkodra, Scupi → Shkup, Lissus → Lezha). Kidolgozta azokat a nyelvészeti eljárásokat, amelyekkel az albán nyelv latin eredetű szavai elkülöníthetőek a belső fejlődésű vagy nyelvújítás korabeli szavaktól. Mindezek mellett foglalkozott a korai, 16–17. századi albán szerzők, Gjon Buzuku, Pjetër Budi és mások nyelvezetével. Életművének értékes darabjai az első albán nyelvű könyv, Gjon Buzuku 1555-ös Meshari (’Misekönyv’) című művének kétkötetes kritikai kiadása (1968), valamint szerteágazó etimológiai kutatásai, amelyek eredményeit 1976-ban induló Studime etimologjike në fushë të shqipës (’Albán nyelvi etimológiai tanulmányok’) című etimológiai szótárában kezdte publikálni. Kostaq Cipo és Mahir Domi oldalán főmunkatársa volt az 1954-ben megjelent első albán értelmező szótárnak, és fontos szerepet vállalt az albán helyesírás 1972 utáni egységesítésében is, az 1973-ban megjelent első helyesírási szabályzat munkatársa volt.
A folklorisztika terén egyedülálló tudományos vállalkozása volt az 1930-as években az albán népköltészeti alkotások tipologizálása és szövegkiadása a Visaret e kombit (’A nemzet kincsei’) című kiadványsorozatban. Çabej tudományos pályafutása mellett arról is nevezetes, hogy ő fordította elsőként albánra Felix Salten Bambi című ifjúsági regényét (1960).
Halála után, 1986 és 1989 között Pristinában kilenc kötetben adták ki nyelvtudósi életművét Studime gjuhësore (’Nyelvészeti tanulmányok’) címen. 1990-ben fiatalabb munkatársa, Shaban Demiraj írt Çabej életéről és munkásságáról monográfiát Eqrem Çabej: Një jetë kushtuar shkencës (’Eqrem Çabej: Egy élet a tudomány szolgálatában’) címmel. A gjirokastrai Eqrem Çabej Tudományegyetem felvette a nevét.

### Főbb művei
- Srpskohrvatsko-albanski rečnik / Fjalor serbokroatisht-shqip (’Szerbhorvát–albán szótár’). Red. Vojislav S. Dančetović, Aleksandër Xhuvani, Kostaq Cipo, Eqrem Çabej. Tirana: Instituti i Shkencave. 1947.
- Hyrje në historin’ e gjuhës shqipe (’Bevezetés az albán nyelv történetébe’). [Tiranë]: Instituti Pedagogjik. 1947.
- Fjalor i gjuhës shqipe (’Az albán nyelv szótára’). Pun. Kostaq Cipo, Eqrem Çabej, Mahir Domi. Tiranë: Instituti i Shkencave. 1954.
- Shumësi i singularizuar në gjuhën shqipe (’Egyes számú többes szám az albán nyelvben’). Tiranë: Duri. 1967.
- Meshari i Gjon Buzukut (1555): Botim kritik (’Gjon Buzuku Mesharija [1555]: Kritikai kiadás’). Tiranë: Universiteti Shtetëror i Tiranës. 1968.
- Për gjenezën e literaturës shqipe (’Az albán irodalom kialakulásáról’). Prishtinë: Rilindja. 1970.
- Drejtshkrimi i gjuhës shqipe (’Az albán nyelv helyesírása’). Androkli Kostallari, Mahir Domi, Eqrem Çabej, Emil Lafe. Tiranë: Akademia e Shkencave. 1973.
- Studime etimologjike në fushë të shqipës I–III. (’Albán nyelvi etimológiai tanulmányok I–III.’). Tiranë: Akademia e Shkencave. 1976–1996.
- Studime për fonetikën historike të gjuhës shqipe (’Tanulmányok az albán nyelv történeti fonetikájáról’). Tiranë: Akademia e Shkencave. 1988.
- Shqiptarët midis Perëndimit dhe Lindjes (’Albánok Nyugat és Kelet között’). Tiranë: Çabej MÇM. 1994.